# Pieter Johannes Hendrik Luttig
Pieter Johannes Hendrik Luttig (né le 22 mai 1890 à Fraserburg, colonie du Cap et mort en Afrique du Sud) est un homme politique sud-africain, membre successivement du parti national sous ses différentes appellations , député de Victoria West (1933-1938), de Calvinia (1943-1953) et de Ceres (1953-1960) avant de terminer sa carrière politique comme sénateur (1960-1965). 

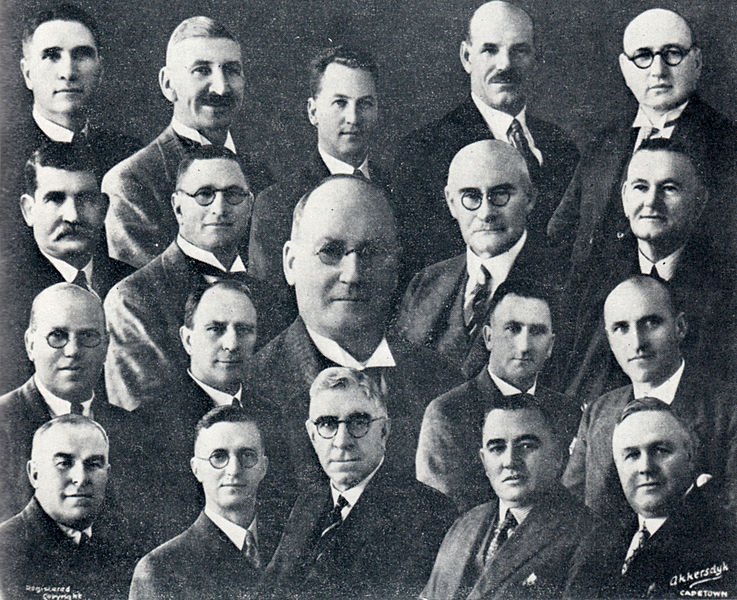
Les 19 députés nationalistes qui refusent, autour de Daniel Malan, la fusion avec le parti uni et fondent le Parti national purifié. De gauche à droite:
1er rang (en bas): J.F. van G. Bekker, C.R. Swart, W.B. de Villiers, C.H. Geldenhuys et G.P. Steyn.
2nd rang: P.O. Sauer, Karl Bremer, D.F. Malan (en gros plan), J.G. Strijdom, C.W.M. du Toit.
3ème rang: L.J. Vosloo, dr. N.J. van der Merwe, J.H.H. de Waal, A.L. Badenhorst.
4ème rang (en haut) : S.P. le Roux, R.A.T. van der Merwe, F.C. Erasmus, P.J.H. Luttig, J.J. Haywood.

Il est l'un des rares députés du parti national purifié à perdre son siège lors des élections générales sud-africaines de 1938. Il est également un haut-gradé de l'Ossewabrandwag. Professionnellement, il est éleveur de la région de Victoria West.